# Lac Davignon
Le lac Davignon est situé dans la ville de Cowansville, dans la région de Estrie au Québec.

## Description
C'est un lac creusé artificiellement en 1969 à même la rivière Yamaska Sud-Est, pour ainsi créer un réservoir d'eau potable permanent à Cowansville. Au début des années 1970, on y installa dans sa portion sud un centre de la nature, regroupant une plage, deux terrains de baseball, un mini-golf, une aire de jeux pour enfants et des sentiers pédestres. Plusieurs de ces activités sont toujours possibles aujourd'hui à cet endroit. Chaque année, ce parc est l'hôte des célébrations de la St-Jean-Baptiste et de la fête du Canada à Cowansville.
Dans le but de protéger le lac Davignon, le Comité de Sauvegarde du Bassin Versant du Lac Davignon (CSBVLD), un organisme sans but lucratif (OSBL), a été fondé en 2007 par des citoyens de Cowansville préoccupés par l’état de santé du lac.

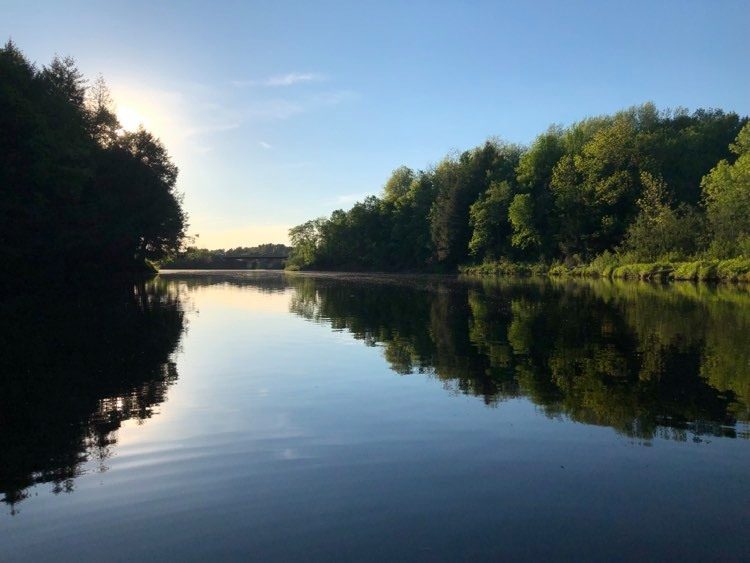
Photo prise sur le lac Davignon, le 8 juin 2019